# Cosmas de Prague
Cosmas de Prague (en tchèque : Kosmas), né vers 1045 à Zdice et mort le 21 octobre 1125 à Prague, est un ecclésiastique de Bohême, le premier et principal historien et chroniqueur du pays.

## Biographie
Issu d'une famille noble originaire de Prague, on ne connaît pas la date de naissance. Au terme de sa formation, il étudie la grammaire et la dialectique à Liège entre 1075 et 1081. À son retour en Bohême, il épouse Božetěcha avec laquelle il a un fils prénommé Jindřich (possiblement le futur évêque Jindřich Zdík). 
En 1086, Cosmas est nommé prébendier attaché au chapitre de la cathédrale de Prague, une position qui lui assure des revenus élevés. À ce titre, il voyage fréquemment en Europe accompagnant les évêques de Prague et d'Olomouc. En fin d'année 1091, il était présent à l'investiture de l'évêque de Mantoue ; en 1094, il se trouvait à l'ordination des deux évêques susmentionnés par l'archevêque Ruthard de Mayence. 
À l'occasion d'un voyage en Hongrie en 1099, il rencontre l'archevêque Seraphin d'Esztergom dont il reçoit l'ordination comme prêtre, bien qu'il fût marié (le mariage des prêtres ne fut pas déclaré invalide avant le deuxième concile du Latran tenu en 1139). Représentant du chapitre de Prague, il engage en 1110 des négociations avec Othon II, prince d'Olomouc. Dès 1119, il occupera le poste de doyen.

## Œuvre

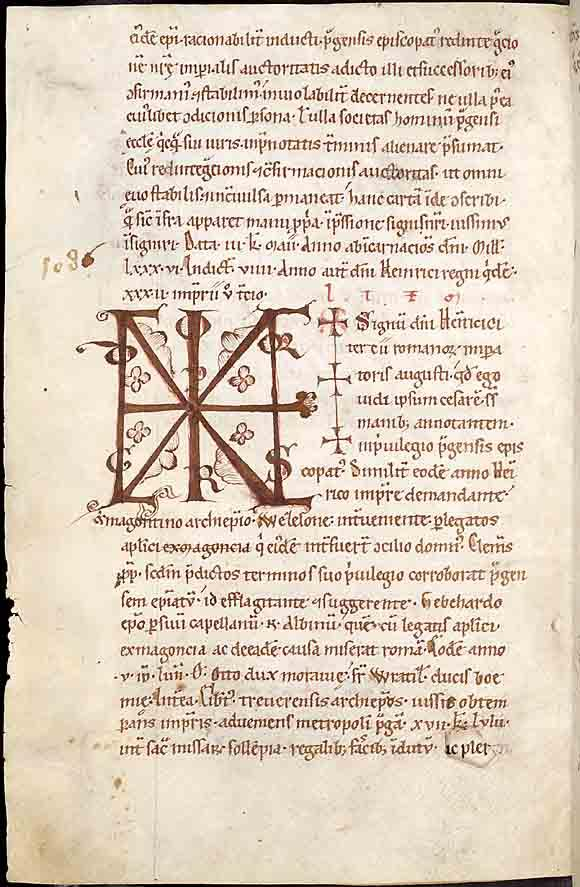
Page de la Chronica Boemorum.

Cosmas est l'auteur de la Chronica Boemorum (en) (Chronique des Bohêmiens), la principale source historique concernant les débuts des Slaves en Bohême et en Moravie. Née dans ses dernières années, elle se divise en trois livres :
- le premier, achevé en 1119, commence avec la création du monde et s'achève en l'an 1038. Il décrit la fondation de l'État de Bohême par les tribus tchèques menées par Čech aux alentours de l'an 600, la fondation de la dynastie des Přemyslides avec Přemysl le laboureur et son épouse Libuše et le baptême du duc Bořivoj vers 883 ;
- le deuxième décrit les années 1038 – 1092 ont pour sujet les règnes de Břetislav Ier et Vratislav II ;
- le troisième livre couvre la période 1092 – 1125 et la guerre civile qui éclate à la mort de Vratislav II. Il s'achève avec le règne de Vladislav Ier, en 1125, année de la mort de Cosmas.

La chronique apporte une aide précieuse à l'historiographie tchèque. Par ailleurs, elle comporte une description précise des limites de l'archidiocèse de Prague, confirmées dans un acte délivré par l'empereur Henri IV en 1086.